# Monopoly
Monopoly (có nghĩa là độc quyền) là một loại trò chơi board game hiện nay được phát hành bởi công ty Hasbro. Trên bàn cờ, người chơi tung hai viên xúc xắc sáu mặt để di chuyển khắp bàn trò chơi, mua và giao dịch tài sản, đồng thời phát triển chúng bằng những ngôi nhà và khách sạn. Người chơi thu tiền thuê từ đối thủ của họ, với mục đích là đẩy họ vào tình trạng phá sản. Tiền cũng có thể kiếm được hoặc bị mất thông qua các thẻ Cơ Hội (Chance) & Khí vận  (Community Chest), và các ô thuế; người chơi có thể bị bỏ tù, từ đó họ không thể di chuyển cho đến khi họ đáp ứng một trong một số điều kiện. Trò chơi có rất nhiều quy tắc nội bộ, và hàng trăm phiên bản khác nhau tồn tại, cũng như nhiều phụ bản và phương tiện liên quan. Monopoly đã trở thành một phần của văn hóa đại chúng quốc tế, đã được cấp phép hoạt động tại hơn 103 quốc gia và được ấn hành bằng hơn 37 ngôn ngữ. Ở Việt Nam cũng phát hành trò Monopoly với các địa danh được Việt hóa, có tên Cờ tỷ phú hoặc Cờ triệu phú.
Monopoly có nguồn gốc từ Trò chơi của Lãnh chúa (The Landlord's Game) do Lizzie Magnesi ở Hoa Kỳ tạo ra vào năm 1903 như một cách để chứng minh rằng một nền kinh tế thưởng cho việc tạo ra của cải tốt hơn một nền kinh tế mà những người nắm độc quyền làm việc dưới một vài ràng buộc, và để quảng bá các lý thuyết kinh tế của Henry George - đặc biệt là các ý tưởng của ông về thuế. The Landlord's Game ban đầu có hai bộ quy tắc, một bộ về thuế và một bộ khác chủ yếu dựa trên các quy tắc hiện hành. Khi Monopoly được Parker Brothers xuất bản lần đầu tiên vào năm 1935, nó không bao gồm quy tắc đánh thuế tư bản ít hơn, dẫn đến một trò chơi cạnh tranh hơn. Parker Brothers cuối cùng đã được đưa vào Hasbro vào năm 1991. Trò chơi được đặt tên theo khái niệm kinh tế về độc quyền - sự thống trị thị trường bởi một thực thể duy nhất.

## Lịch sử

### Thời kỳ đầu

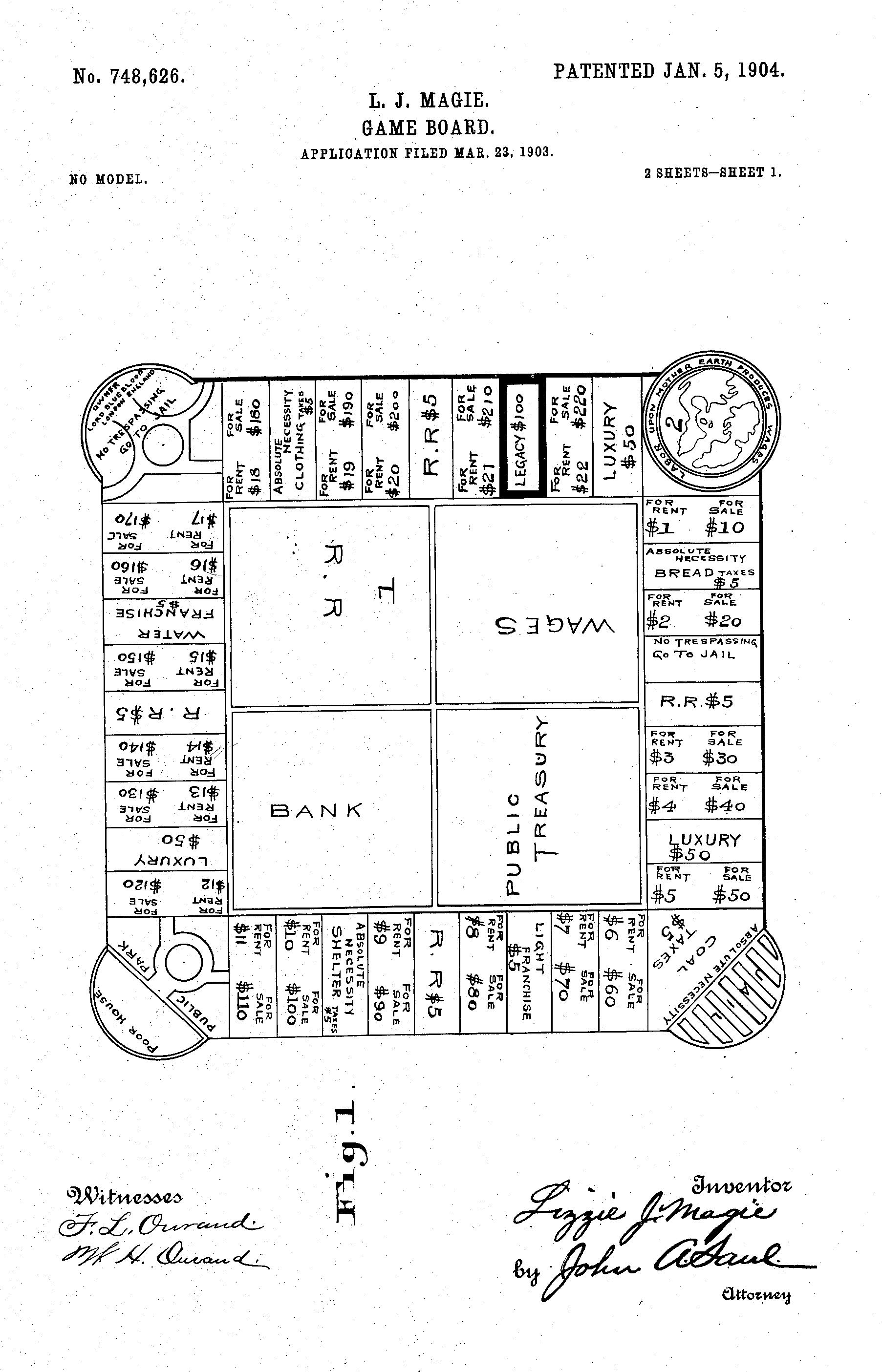
Thiết kế bàn cờ năm 1904 của Lizzie Magie

Lịch sử của Monopoly có thể bắt nguồn từ năm 1903, khi nhà chống độc quyền người Mỹ Lizzie Magnesi tạo ra một trò chơi mà bà hy vọng sẽ giải thích lý thuyết thuế đơn (single-tax) của Henry George. Nó được sử dụng như một công cụ giáo dục để minh họa những mặt tiêu cực của việc tập trung ruộng đất vào các công ty độc quyền tư nhân. Cô đã nhận được bằng sáng chế vào năm 1904. Trò chơi của cô, The Landlord's Game, được tự xuất bản, bắt đầu từ năm 1906.
Magnesi đã tạo ra hai bộ quy tắc: một bộ chống độc quyền trong đó tất cả đều được thưởng khi tạo ra của cải, và bộ độc quyền với mục tiêu là tạo ra độc quyền và đè bẹp đối thủ.
Một số trò chơi board game biến thể, dựa trên ý tưởng của cô, đã được phát triển từ năm 1906 đến những năm 1930; họ tham gia vào cả quá trình mua đất để phát triển và bán bất kỳ tài sản chưa phát triển nào. Những ngôi nhà bằng bìa cứng đã được thêm vào và giá thuê tăng lên khi chúng được thêm vào một tài sản. Magnesi lại được cấp bằng sáng chế cho trò chơi vào năm 1923.
Theo một quảng cáo được đăng trên The Christian Science Monitor, ông Charles Todd ở Philadelphia nhớ lại ngày vào năm 1932 khi người bạn thời thơ ấu của ông, Esther Jones, và chồng cô là Charles Darrow đến nhà họ ăn tối. Sau bữa ăn, gia đình Todd giới thiệu với Darrow về The Landlord's Game, trò chơi mà sau đó họ đã chơi vài lần. Trò chơi hoàn toàn mới đối với Darrow, và ông ta ngỏ ý xin một bộ quy tắc bằng văn bản. Sau đêm đó, Darrow tiếp tục sử dụng điều này và tự mình phân phối trò chơi dưới tên Monopoly.
Parker Brothers đã mua bản quyền của trò chơi từ Darrow. Khi công ty biết Darrow không phải là nhà phát minh duy nhất của trò chơi, họ đã mua bản quyền bằng sáng chế của Magnesi với giá 500 đô la.
Parker Brothers bắt đầu tiếp thị trò chơi vào ngày 5 tháng 11 năm 1935. Họa sĩ vẽ tranh biếm họa F. O. Alexander đã đóng góp thiết kế. Bằng sáng chế U. S. số US 2026082 A được cấp cho Charles Darrow vào ngày 31 tháng 12 năm 1935, để thiết kế bảng trò chơi và được giao cho Parker Brothers Inc. Phiên bản gốc của trò chơi ở định dạng này dựa trên các đường phố của Thành phố Atlantic, New Jersey.

### 1936–1970
Năm 1936, Parker Brothers bắt đầu cấp phép trò chơi để bán bên ngoài lãnh thổ Hoa Kỳ. Năm 1941, Cơ quan tình báo bí mật của Anh đã nhờ John Waddington Ltd., nhà sản xuất được cấp phép của trò chơi tại Vương quốc Anh, tạo ra một phiên bản đặc biệt cho các tù nhân chiến tranh trong Thế chiến II do Đức Quốc xã giam giữ. Ẩn bên trong những trò chơi này là bản đồ, la bàn, tiền thật và các vật dụng hữu ích khác để trốn thoát. Chúng được phân phát cho các tù nhân bởi các tổ chức từ thiện giả do Cơ quan Mật vụ Anh lập ra.
Tại Hà Lan bị phát xít Đức chiếm đóng, chính phủ Đức và những người cộng tác không hài lòng với việc người Hà Lan sử dụng các bộ Monopoly với ngôn ngữ Mỹ hoặc Anh, và đã phát triển một phiên bản có địa điểm Hà Lan. Vì phiên bản đó không có yếu tố cụ thể nào ủng hộ Đức Quốc xã, nên nó vẫn tiếp tục được sử dụng sau chiến tranh và tạo thành cơ sở cho các trò chơi Monopoly được sử dụng ở Hà Lan cho đến nay.

### 1970-1980
Giáo sư kinh tế Ralph Anspach xuất bản cuốn sách Anti-Monopoly (Chống độc quyền) vào năm 1973, và bị hãng Parker Brothers kiện vì vi phạm nhãn hiệu vào năm 1974. Vụ kiện được đưa ra xét xử vào năm 1976. Anspach đã thắng kiện vào năm 1979, khi Tòa án lưu động số 9 xác định rằng nhãn hiệu Monopoly là chung và do đó không thể thực thi. Tòa án Tối cao Hoa Kỳ từ chối xét xử vụ việc, cho phép giữ nguyên phán quyết của tòa phúc thẩm. Quyết định này đã bị đảo ngược bởi việc thông qua Luật Công 98-620 vào năm 1984.Với luật đó, Parker Brothers và công ty mẹ của nó, Hasbro, tiếp tục giữ các nhãn hiệu hợp lệ cho trò chơi Monopoly. Tuy nhiên, Anti-Monopoly được miễn trừ khỏi luật pháp và Anspach sau đó đã đạt được thỏa thuận với Hasbro và tiếp thị trò chơi của mình theo giấy phép từ họ.
Nghiên cứu mà Anspach tiến hành trong quá trình kiện tụng là điều đã phơi bày lịch sử của trò chơi trước khi Charles Darrow trở thành tâm điểm.

### Quyền sở hữu của Hasbro
Năm 1991, Hasbro mua lại Parker Bros. cùng với trò chơi Monopoly. Trước khi mua lại Hasbro, Parker Bros. đóng vai trò là nhà xuất bản chỉ phát hành hai phiên bản cùng một lúc, một phiên bản thông thường và một phiên bản cao cấp. Hasbro đã chuyển sang tạo và cấp phép cho nhiều phiên bản Monopoly khác và tìm kiếm ý kiến của công chúng để thay đổi trò chơi. Một làn sóng mới về các sản phẩm được cấp phép bắt đầu vào năm 1994, khi Hasbro cấp giấy phép cho USAopoly để bắt đầu xuất bản Ấn bản San Diego về Monopoly, sau đó đã được theo sau bởi hơn một trăm người được cấp phép bao gồm Trò chơi chuyển động chiến thắng (kể từ năm 1995) và Win Solutions, Inc. (từ năm 2000) tại Hoa Kỳ.
Năm 2003, công ty đã tổ chức một giải đấu quốc gia trên một chuyến tàu thuê đi từ Chicago đến Thành phố Atlantic (see § U.S. National Championship). Cũng trong năm 2003, Hasbro đã kiện nhà sản xuất của Ghettopoly và giành chiến thắng. Vào tháng 2 năm 2005, công ty đã kiện RADGames về board game phụ có tên Super Add-On của họ nằm ở giữa bảng. Ban đầu, thẩm phán đã ban hành lệnh vào ngày 25 tháng 2 năm 2005, tạm dừng sản xuất và bán hàng trước khi phán quyết có lợi cho RADGames vào tháng 4 năm 2005.
Năm 2008, Speed Die (xúc sắc tăng tốc) được thêm vào tất cả các bộ Monopoly thông thường. Sau khi thăm dò những người theo dõi trên Facebook của họ, Hasbro Gaming đã đưa ra các quy tắc nội bộ hàng đầu và thêm chúng vào Phiên bản Quy tắc chung được phát hành vào mùa thu năm 2014 và thêm chúng làm quy tắc tùy chọn vào năm 2015. Vào tháng 1 năm 2017, Hasbro đã mời người dùng Internet bỏ phiếu cho một bộ trò chơi mới, với phiên bản thường xuyên mới này được phát hành sau đó vào tháng 3 năm 2017.
Vào ngày 1 tháng 5 năm 2018, thỏa thuận khách sạn Monopoly Mansion đã được công bố bởi giám đốc điều hành của Hasbro khu vực Đông Nam Á, Hồng Kông và Đài Loan, Jenny Chew Yean Nee với M101 Holdings Sdn Bhd. M101 có khách sạn 5 sao, 225 phòng, sau đó đang được xây dựng, tọa lạc tại M101 Bukit Bintang ở Kuala Lumpur và sẽ có cảm giác Gatsby những năm 1920. Tập đoàn Sirocco của M101 sẽ quản lý khách sạn khi nó khai trương vào năm 2019.

## Rich Uncle Pennybags
Biểu tượng vui chính thức của bộ cờ là Rich Uncle Pennybags (Chú túi tiền giàu có), xuất hiện lần đầu tiên trong những thẻ Chance và Community Chest (mà bộ cờ tiếng Việt dùng lần lượt Cơ hội và Khí vận) vào năm 1936. Từ năm 1985, chú xuất hiện trong chữ "O" thứ hai của từ Monopoly, trở thành một phần của biểu trưng. Hasbro đã chính thức đặt tên mới cho nhân vật là Ngài Monopoly vào năm 1998.
Nhân vật Túi tiền (Pennybags) có dựa một phần vào J. P. Morgan.

## Bàn cờ

### Bản Atlantic City
Đây là bản gốc do Charles Darrow tạo ra, và sau đó là Parker Brothers. Bàn cờ bao gồm bốn mươi ô chứa hai mươi tám tài sản, ba ô Cơ hội (Chance), ba ô Khí vận (Community Chest), một ô Thuế xa xí phẩm (Luxury Tax), một ô Thuế thu nhập (Income Tax), và bốn ô vuông ở bốn góc: GO, Nhà tù (Jail), Bãi đậu xe miễn phí (Free Parking), và Vào Tù (Go to Jail).  Trong phiên bản Hoa Kỳ ở dưới, những tài sản được đặt theo tên những địa điểm tại (hoặc gần) thành phố Atlantic, New Jersey.
| Free Parking                 | Free Parking                 | Kentucky Avenue ($220)    | Chance                | Indiana Avenue ($220) | Illinois Avenue ($240) | B&O Railroad ($200)     | Atlantic Avenue ($260)       | Ventnor Avenue ($260) | Water Works ($150) | Marvin Gardens ($280)      | Go To Jail                           | Go To Jail                           |
| Free Parking                 | Free Parking                 |                           | Chance                |                       |                        | B&O Railroad ($200)     |                              |                       | Water Works ($150) |                            | Go To Jail                           | Go To Jail                           |
| New York Avenue ($200)       |                              | Monopoly                  | Monopoly              | Monopoly              | Monopoly               | Monopoly                | Monopoly                     | Monopoly              | Monopoly           | Monopoly                   |                                      | Pacific Avenue ($300)                |
| Tennessee Avenue ($180)      |                              | Monopoly                  | Monopoly              | Monopoly              | Monopoly               | Monopoly                | Monopoly                     | Monopoly              | Monopoly           | Monopoly                   |                                      | North Carolina Avenue ($300)         |
| Community Chest              | Community Chest              | Monopoly                  | Monopoly              | Monopoly              | Monopoly               | Monopoly                | Monopoly                     | Monopoly              | Monopoly           | Monopoly                   | Community Chest                      | Community Chest                      |
| St. James Place ($180)       |                              | Monopoly                  | Monopoly              | Monopoly              | Monopoly               | Monopoly                | Monopoly                     | Monopoly              | Monopoly           | Monopoly                   |                                      | Pennsylvania Avenue ($320)           |
| Pennsylvania Railroad ($200) | Pennsylvania Railroad ($200) | Monopoly                  | Monopoly              | Monopoly              | Monopoly               | Monopoly                | Monopoly                     | Monopoly              | Monopoly           | Monopoly                   | Short Line ($200)                    | Short Line ($200)                    |
| Virginia Avenue ($160)       |                              | Monopoly                  | Monopoly              | Monopoly              | Monopoly               | Monopoly                | Monopoly                     | Monopoly              | Monopoly           | Monopoly                   | Chance                               | Chance                               |
| States Avenue ($140)         |                              | Monopoly                  | Monopoly              | Monopoly              | Monopoly               | Monopoly                | Monopoly                     | Monopoly              | Monopoly           | Monopoly                   |                                      | Park Place ($350)                    |
| Electric Company ($150)      | Electric Company ($150)      | Monopoly                  | Monopoly              | Monopoly              | Monopoly               | Monopoly                | Monopoly                     | Monopoly              | Monopoly           | Monopoly                   | Luxury Tax (Pay $75)                 | Luxury Tax (Pay $75)                 |
| St. Charles Place ($140)     |                              | Monopoly                  | Monopoly              | Monopoly              | Monopoly               | Monopoly                | Monopoly                     | Monopoly              | Monopoly           | Monopoly                   |                                      | Boardwalk ($400)                     |
| Just Visiting/In Jail        | Just Visiting/In Jail        |                           |                       | Chance                |                        | Reading Railroad ($200) | Income Tax (Pay 10% or $200) |                       | Community Chest    |                            | Collect $200 salary if you pass GO ← | Collect $200 salary if you pass GO ← |
| Just Visiting/In Jail        | Just Visiting/In Jail        | Connecticut Avenue ($120) | Vermont Avenue ($100) | Chance                | Oriental Avenue ($100) | Reading Railroad ($200) | Income Tax (Pay 10% or $200) | Baltic Avenue ($60)   | Community Chest    | Mediterranean Avenue ($60) | Collect $200 salary if you pass GO ← | Collect $200 salary if you pass GO ← |

Người chơi đi đến ô Jail khi thảy xúc xắc được coi là chỉ thăm tù, và tiếp tục chơi bình thường trong lượt chơi kế.
Marvin Gardens, tài sản màu vàng trên bàn cờ, thực ra là viết sai chính tả của tên địa điểm gốc, Marven Gardens. Marven Gardens không phải là con đường, mà là một khu vực nhà ở bên ngoài Atlantic. Khu vực nhà ở được cho rằng xuất phát từ Margate và Ventnor ở New Jersey. Việc viết sai chính tả này là từ Charles Todd, người tự sản xuất bàn cờ, và Charles Darrow đã chép lại và sau đó được dùng làm nền tảng cho mẫu thiết kế của Parker Brothers. Đến tận năm 1995 Parker Brothers mới biết được lỗi này và chính thức xin lỗi dân cư sống tại Marven Gardens vì nhẫm lần này. Một thay đổi khác của Todd và cũng được Darrow sao chép, và sau đó là Parker Brothers, là việc sử dụng Đại lộ South Carolina. Đại lộ North Carolina đã được thay vào vị trí này trên bàn cờ.
Đại lộ Illinois của Atlantic đã đổi tên thành Đại lộ Martin Luther King Jr. vào thập niên 1980. Saint Charles Place không còn tồn tại, vì Khách sạn Showboat Casino đã được xây lên ở nơi nó từng chạy qua.
Short Line được tin là để chỉ Shore Fast Line, một tuyến đường ô tô phục vụ cho Atlantic. B&O Railroad không nằm trong Atlantic. Một tập sách nhỏ đi kèm với lần in lại năm 1935 nói rằng bốn tuyến đường sắt này đã phục vụ thành phố Atlantic vào giữa thập niên 1930 là Jersey Central, Seashore Lines, Railroad, và Đường sắt Pennsylvania. "Công ty điện" và "Công ty nước" phục vụ cho thành phố lần lượt là Công ty Điện Atlantic City (một công ty con của Pepco Holdings) và Cơ quan Công ích Đô thị Atlantic City.
Những phiên bản khác của trò chơi có tên tài sản khác nhau, và giá cả có thể thay đổi theo các loại tiền tệ khác nhau, nhưng cơ bản của trò chơi gần như y hệt. Lựa chọn thuế thu nhập ở bản Mỹ được thay bằng một tỷ lệ cố định trong bản Anh, và ô Thuế xa xí phẩm $75 được thay bằng ô Siêu thuế £100. Cũng tương tự như vậy trong bàn cờ của Đức, với €200 trong ô Thuế thu nhập, và ô €100 Zusatzsteuer (Thuế gia tăng) thay vì Thuế xa xí phẩm. Bản của Áo, phát hành bởi Parker Brothers/Hasbro vào năm 2001, cho phép lựa chọn 10% hoặc $200 đối với Thuế thu nhập và có Thuế xa xí phẩm $100.

### Bản tiếng Việt

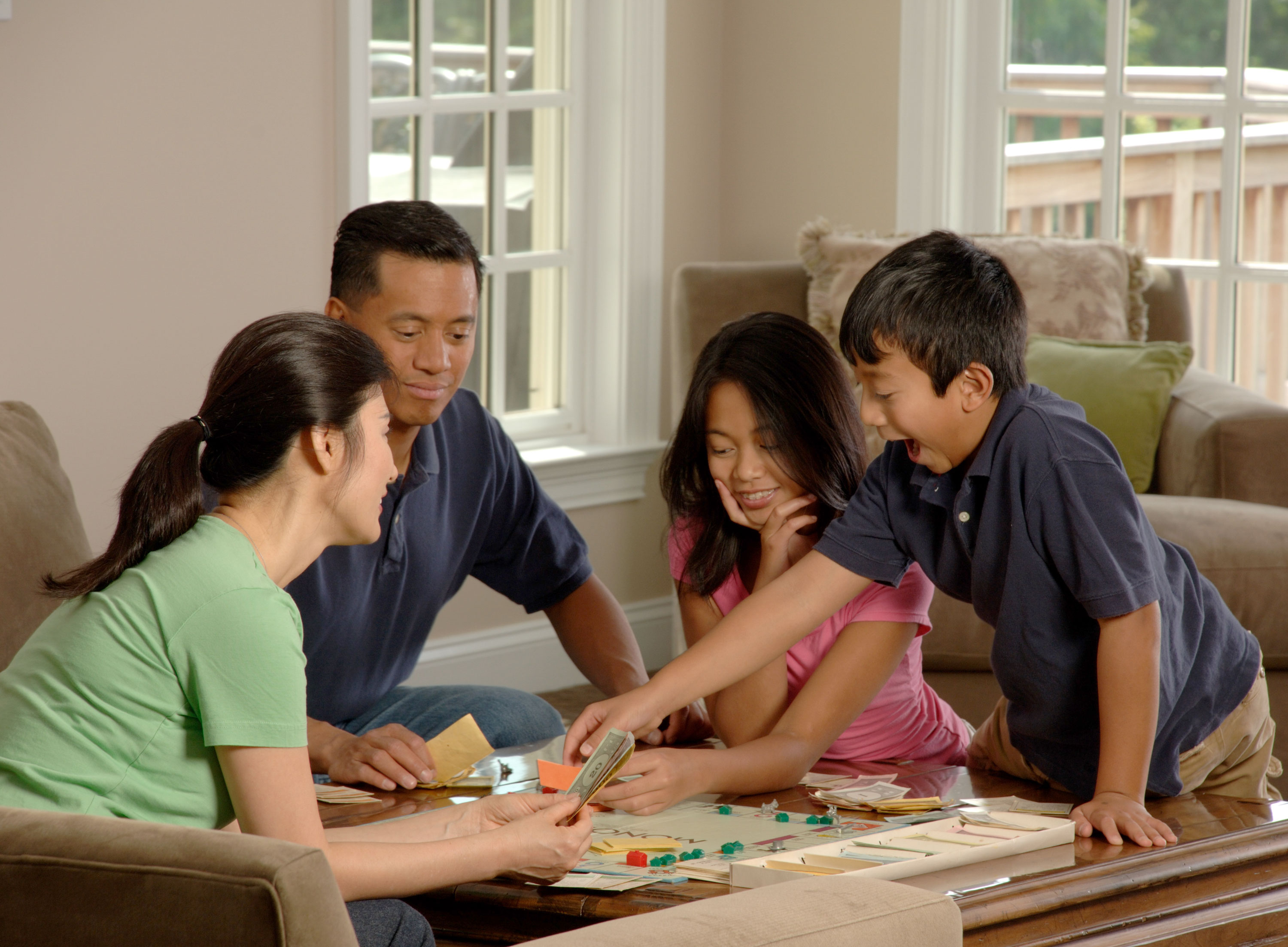
Một gia đình châu Á chơi cờ

Tại Việt Nam, Monopoly có tên Cờ tỷ phú hoặc Cờ triệu phú, và dường như được các hãng tư nhân phát hành tại miền Nam từ trước khi Thống nhất vì những tài sản trên bàn cờ đều là tên của những con đường tại Sài Gòn trước kia, có ghi thêm chữ Trung Quốc, Dollar Mỹ được thay bằng Đồng. Bộ cờ này chưa từng được mua bản quyền chính thức.
Gần đây có 1 tác giả đã cải tiến cờ Tỷ Phú cũ của Việt Nam thành bộ cờ dành riêng cho Trẻ em mang tên: Cờ Em tập kinh doanh. Với những cải tiến đặc biệt như các lệnh Cơ hội - Khí Vận có nội dung giáo dục cao, Giao diện đẹp mắt, các tên ô cờ gần gũi với trẻ em hơn (như Nhà trẻ, Trường Mầm non, của hàng đồ chơi, công viên nước...)

### Các biến thể gần đây

#### Here and Now
Bắt đầu tại Anh vào năm 2005, một bàn cờ "Monopoly sẽ là gì nếu nó được nghĩ ra vào ngày nay?", có tên gọi Monopoly Here and Now được sản xuất, cập nhật bối cảnh trò chơi, tài sản và con cờ. Những bàn cơ tương tự cũng được sản xuất ở Đức và Pháp. Những biến thể của những phiên bản đầu tiên này xuất hiện với thẻ ghi nợ Visa thay thế cho tiền mặt - sau đó là bản "Ngân hàng điện tử" của Mỹ sử dụng thẻ ghi nợ không có nhãn hiệu.
Sự thành công của bản Here and Now đầu tiên khiến Hasbro US cho phép bình chọn trực tuyến 26 địa điểm để ghi vào tài sản trên toàn nước Mỹ để thay thế dọc bàn cờ. Sự phổ biến của cuộc bình chọn này, đến phiên nó, khiến tạo ra những trang web tương tự, và những bàn cờ thứ hai theo cuộc bình chọn phổ biến được tạo ra ở Anh, Pháp, Đức, Úc, New Zealand, Ireland và những quốc gia khác.
Hasbro đã mở một trang web mới vào tháng 1 năm 2008, để bình chọn trực tuyến về Monopoly Here and Now: World Edition. Các ô tài sản được tô màu sẽ là các thành phố trên thế giới, với cùng công thức bầu chọn/phổ biến như với các bản quốc gia.

#### Monopoly: The Mega Edition
Vào năm 2006, Winning Moves Games đã phát hành một phiên bản khác, Mega Edition, với một bàn cờ lớn hơn (hơn 30%) và chỉnh lại cách chơi cờ. Những con đường khác từ Atlantic City (cả 8, mỗi đường một nhóm màu) đã được thêm vào, cùng với tờ $1000. Luật chơi cũng đổi nhiều hơn với vé xe buýt, một con xí ngầu tốc độ (được cho thêm vào Bản chuẩn Atlantic City trong năm 2007), nhà chọc trời (sau nhà và khác sạn) và những kho xe lửa có thể đặt trên ô Railroad (Đường Ray).
Phiên bản này được dùng lại cho thị trường Anh vào năm 2007, và do Winning Moves UK bán. Sau bản phát hành tại Mỹ đầu tiên, những chỉ trích đối với luật chơi đã khiến công ty phát hành bản sửa đổi và làm rõ hơn tại trang web của họ.

#### Bản thế giới
Hasbro sẽ phát hành một phiên bản thế giới của Monopoly Here & Now. Phiên bản thế giới này sẽ có những địa điểm nổi tiếng trên thế giới. Các địa điểm này sẽ được được quyết định qua bình chọn trên internet. Kết quả bình chọn sẽ được thông báo vào tháng 8 năm 2008.